# Kotti Chave
Kotti Chave, egentligen Björn Julius Haraldsson Chave, född 18 september 1911 i Helsingfors, Finland, död 4 maj 1986 i Nacka, var en svensk skådespelare.

## Biografi
Chave var son till skådespelarna Harald Sandberg och Ebba Chave och gjorde 1914 sin filmdebut som treåring. Som barn deltog han även i en teaterturné med De Wahls sällskap i rollen som Lill-Pierrot i Pierrots drama. Han studerade vid Norra Latin i Stockholm men hoppade av studierna för att kunna spela på Oscarsteatern och därefter följde Dramatens elevskola 1930–1933. 
Kotti Chave var verksam på Vasateatern teateråret 1933 och spelade på Dramaten mellan 1933 och 1935. Till denna scen återkom han 1939–1941 och var därefter frilans till 1947. 1936 gjorde han sin första turné med Riksteatern och han skulle bli flitigt återkommande medverkande vid denna institution. Under åren 1947–1962 var han regelbundet verksam på deras turnéer varefter han var engagerad vid Dramaten 1962–1969. 
Redan tidigt blev han med sitt mörka och vackra utseende filmcharmör och flickidol, vilket var tydligt i 1930-talsfilmer som Unga hjärtan (1934) och som flygaraspirant i Ungdom av idag (1935). Under den senare filmkarriären fick han ofta spela olika myndighetspersoner som till exempel kriminalkommissarie "Sune Öhrgren" i Arne Mattssons svit av Hillmanfilmer från Damen i svart (1958) och framåt. 
På senare år kom han att ägna sig åt annan verksamhet såsom att undervisa i scenteknik för kommunanställda, företagsledare och andra. Under sin aktiva skådespelartid var han även fackligt aktiv och stred framför allt för de turnerande skådespelarnas rättigheter. 
Chave är begravd på Norra begravningsplatsen utanför Stockholm.

## Filmografi i urval
- 1914 – Gatans barn
- 1915 – I prövningens stund (kortfilm)
- 1918 – Thomas Graals bästa barn
- 1931 – Skepparkärlek
- 1931 – Falska miljonären
- 1932 – Hans livs match
- 1934 – Unga hjärtan
- 1935 – Ungdom av idag
- 1936 – Kärlek och monopol
- 1936 – Min svärmor - dansösen
- 1936 – Fröken blir piga
- 1936 – Familjens hemlighet
- 1937 – Sara lär sig folkvett
- 1937 – John Ericsson - segraren vid Hampton Roads
- 1938 – Med folket för fosterlandet
- 1938 – Dollar
- 1938 – Goda vänner och trogna grannar
- 1939 – Kadettkamrater
- 1939 – Ombyte förnöjer
- 1939 – Då länkarna smiddes
- 1940 – Lillebror och jag
- 1941 – Gentlemannagangstern
- 1941 – Landstormens lilla argbigga
- 1941 – Göranssons pojke
- 1941 – Första divisionen (film)
- 1941 – Striden går vidare
- 1942 – Sexlingar
- 1942 – Livet på en pinne
- 1943 – En vår i vapen
- 1943 – Katrina
- 1944 – En dag skall gry
- 1956 – Blånande hav
- 1958 – Damen i svart
- 1958 – Mannekäng i rött
- 1958 – Körkarlen
- 1958 – Fridolf sticker opp
- 1958 – Musik ombord
- 1959 – Ryttare i blått
- 1960 – Goda vänner trogna grannar
- 1961 – Änglar, finns dom?
- 1962 – Chans
- 1962 – En nolla för mycket
- 1963 – Tystnaden
- 1963 – Den gula bilen

## Teater

### Roller (ej komplett)
| År   | Roll                            | Produktion                                                                           | Regi                       | Teater                   |
| ---- | ------------------------------- | ------------------------------------------------------------------------------------ | -------------------------- | ------------------------ |
| 1931 |                                 | Den farliga vägen (The Dover Road) A.A. Milne                                        | Anders de Wahl             | Turné                    |
| 1931 | Augustus Snodgrass              | Pickwick-klubben (The Pickwick Papers) František Langer efter Charles Dickens        | Olof Molander              | Dramaten                 |
| 1932 | Sem Första trollkarlen          | Guds gröna ängar (The Green Pastures) Marc Connelly                                  | Olof Molander              | Dramaten                 |
| 1933 | Ricci                           | Middag kl. 8 (Dinner at Eight) George S. Kaufman och Edna Ferber                     | Gösta Ekman                | Vasateatern              |
| 1933 |                                 | Banken (La Banque Nemo) Louis Verneuil                                               | Hjalmar Peters             | Vasateatern              |
| 1934 | Dr. Crawford                    | Män i vitt (Men In White) Sidney Kingsley                                            | Per Lindberg               | Vasateatern              |
| 1934 | Ernest Bennuet                  | Bal på Savoy (Bal im Savoy) Paul Abraham, Alfred Grünwald och Fritz Löhner-Beda      | Gösta Ekman                | Oscarsteatern            |
| 1935 | Peter                           | Karriär-karriär (A szerencse fia) Gábor Drégely                                      | Gösta Ekman                | Vasateatern              |
| 1936 | Bassanio                        | Köpmannen i Venedig (The Merchant of Venice) William Shakespeare                     | Knut Ström                 | Göteborgs stadsteater    |
| 1941 | Jefferson                       | Han som kom till middag (The Man Who Came to Dinner) George S. Kaufman och Moss Hart | Martha Lundholm            | Vasateatern              |
| 1942 | Jones                           | Kid Jackson (Le corsaire) Marcel Achard                                              | Olof Molander              | Vasateatern              |
| 1942 | Löjtnanten                      | Flykten från Paris Lo Håkansson                                                      | Martha Lundholm            | Vasateatern              |
| 1942 | Steve Baker                     | Teaterbåten (Show Boat) Jerome Kern och Oscar Hammerstein II                         | Leif Amble-Naess           | Oscarsteatern            |
| 1944 | Frank Crawley                   | Rebecca Daphne du Maurier                                                            | Martha Lundholm            | Vasateatern              |
| 1944 | Löjtnant Colbert                | Solsken då och då (While The Sun Shines) Terence Rattigan                            | Martha Lundholm            | Vasateatern              |
| 1945 | Henrik                          | En förtjusande fröken (Bezauberndes Fräulein) Ralph Benatzky                         | Max Hansen                 | Vasateatern              |
| 1952 |                                 | Trettondagsafton (Twelfth Night, or What You Will) William Shakespeare               | Sandro Malmquist           | Skansens friluftsteater  |
| 1956 | Doktorn                         | Fadren August Strindberg                                                             | Rune Carlsten              | Riksteatern              |
| 1956 |                                 | Värdshusvärdinnan (La locandiera) Carlo Goldoni                                      | Leif Amble-Næss            | Riksteatern              |
| 1957 | Marco                           | Utsikt från en bro (A View From The Bridge) Arthur Miller                            | Frank Sundström            | Riksteatern              |
| 1957 | Ludvig XI                       | Gringoire Théodore de Banville                                                       | Gösta Terserus             | Parkteatern              |
| 1958 |                                 | Vid skilda bord (Separate tables) Terence Rattigan                                   | Per-Axel Branner           | Riksteatern              |
| 1959 | Kommissarie Rough               | Gasljus (Gaslight) Patrick Hamilton                                                  | Palle Granditsky           | Borås kretsteater        |
| 1959 | Harry Brock                     | Född igår (Born Yesterday) Garson Kanin                                              | Palle Granditsky           | Borås Kretsteater        |
| 1961 | Kapten Keller                   | Miraklet (The Miracle Worker) William Gibson                                         | Frank Sundström            | Helsingborgs stadsteater |
| 1961 | Héro                            | Så tuktas kärleken (La Répétition ou l'Amour puni) Jean Anouilh                      | Eva Sköld                  | Helsingborgs stadsteater |
| 1961 | Clamsbury Williams Zed Williams | Ung och grön (Salad Days) Dorothy Reynolds och Julian Slade                          | Jan Hemmel Frank Sundström | Helsingborgs stadsteater |
| 1963 | Brettschneider, Gestapoagent    | Svejk i andra världskriget (Schweyk im zweiten Weltkrieg) Bertolt Brecht             | Alf Sjöberg                | Dramaten                 |
| 1964 | Baudricourt                     | Sankta Johanna (Saint Joan) George Bernard Shaw                                      | Per Gerhard                | Vasateatern              |
| 1965 | Den gamle översten              | Mutter Courage (Mutter Courage und ihre Kinder) Bertolt Brecht                       | Alf Sjöberg                | Dramaten                 |
| 1977 | Helmuth Dog                     | Hundarna i Casablanca Christer Kihlman                                               | Marianne Rolf              | Riksteatern              |
| 1979 | Mathoa av Pram                  | Två på häst och en på åsna (Dva na koni, jeden na oslu) Oldrich Danek                | Thomas Ryberger            | Stockholms stadsteater   |

### Regi
| År   | Produktion                        | Upphovsmän     | Teater                  |
| ---- | --------------------------------- | -------------- | ----------------------- |
| 1966 | Tjuvarnas bal Le bal des vouleurs | Jean Anouilh   | Skansens friluftsteater |
| 1967 | Den jäktade Den stundesløse       | Ludvig Holberg | Skansens friluftsteater |

## Radioteater
| År   | Roll                          | Produktion                                        | Regi        |
| ---- | ----------------------------- | ------------------------------------------------- | ----------- |
| 1950 | Civilingenjör Kristian Ekberg | Hillmans detektivbyrå: Vattengraven Folke Mellvig | Lars Madsén |